# والتنهاوزن
والتنهاوزن (به آلمانی: Waltenhausen) یک شهر در آلمان است که در گونتسبورگ واقع شده‌است.